# Fairbank
Fairbank is een plaats (city) in de Amerikaanse staat Iowa, en valt bestuurlijk gezien onder Buchanan County en Fayette County.

## Demografie
Bij de volkstelling in 2000 werd het aantal inwoners vastgesteld op 1041. In 2006 is het aantal inwoners door het United States Census Bureau geschat op 1031, een daling van 10 (-1,0%).

## Geografie
Volgens het United States Census Bureau beslaat de plaats een oppervlakte van 1,5 km², geheel bestaande uit land. Fairbank ligt op ongeveer 318 m boven zeeniveau.

## Plaatsen in de nabije omgeving
De onderstaande figuur toont nabijgelegen plaatsen in een straal van 16 km rond Fairbank.